# Tomás Magistro
Tomás, dito Magistro (em latim: Magister) também conhecido, quando monge, pelo nome de Teódulo Mônaco, foi um acadêmico e gramático bizantino nascido em Tessalônica e um confidente de Andrônico II Paleólogo (r. 1282 - 1328).

## Vida e obras
Sua obra-prima, Ἐκλογὴ ὀνομάτων καὶ ῥημάτων ἀττικῶν, é uma coleção de palavras e frases áticas, parcialmente arranjadas em ordem alfabética e compiladas com o objetivo de ajudar a composição de textos em língua grega a partir das obras de Frínico, Amônio, Herodiano e Moeris. Ele também escreveu escólios sobre Ésquilo, Sófocles, Eurípides (com uma Vita) e três comédias de Aristófanes. Os escólios sobre Píndaro, atribuída a ele em dois manuscritos, é agora atribuída a Demétrio Triclínio. Seus discursos e cartas consistem parcialmente de declamações sobre os temas sofistas usuais e parcialmente sobre eventos históricos, como uma discussão entre os pais de Cinégiro e Calímaco (dois atenienses que tombaram na Batalha de Maratona) sobre quem teria a melhor alegação de prioridade para proferir a oração funerária primeiro. Além destas, ele escreveu diversas outras obras dirigidas aos imperadores e generais bizantinos.
Suas obras foram publicadas por Migne, na Patrologia Graeca (volume CXLV).